# Адміністративний будинок (Чернігів)
Адміністративний будинок — пам'ятка архітектури місцевого значення у Чернігові. Наразі в будівлі розміщується Апеляційний суд Чернігівської області.

## Історія
Рішенням виконкому Чернігівської обласної ради народних депутатів від 09.02.1996 № 91 надано статус «пам'ятника архітектури місцевого значення» з охоронним номером № 74-Чг.
Будівля має власну «територію пам'ятника» та розташована у «комплексній охоронній зоні пам'яток історичного центру міста», за правилами забудови та використання території. На будівлі не встановлено інформаційну дошку.

## Опис
Разом з іншими будинками утворює архітектурний ансамбль Червоної площі.
Будівля була збудована 1952 року. Цегляний, 4-поверховий з боку вулиці Гетьмана Полуботка та 3-поверховий з боку проспекту Миру, Г-подібний у плані будинок. Фасад асиметричний, спрямований на південь до Червоної площі. Фасад з ризалітом, що виступає у бік площі, завершується з двох сторін фронтонами в стилі бароко, в яких встановлений годинник; над дахом наростає бельведер (вежа) — четверик, увінчаний шпилем. Фасад 3-поверхової секції завершується бічним фронтоном (з північного боку), а торці будівлі також завершуються фронтонами. Фасад прикрашений пілястрами. Вікна 2-го поверху увінчані прямими сандриками на кронштейнах. З північного боку до будівлі примикає будинок № 27 проспекту Миру, а зі східного — будинок № 4 вулиці Гетьмана Полуботка.
З вересня 1949 року тут розміщувалося обласне відділення Республіканського товариства з розповсюдження політичних та наукових знань УРСР, з 1963 року — чернігівська обласна організація «Знання». Потім тут розміщувалися редакції газет «Деснянська правда» та «Комсомольський гарт» та правління чернігівської обласної організації «Знання». 1979 року на базі газет було створено видавництво «Десна» (проспект Перемоги, 62). Наразі у будівлі розміщується Апеляційний суд Чернігівської області.
Меморіальні дошки:
1. чернігівському полковнику Павлу Полуботку — на честь якого названо одну з вулиць.
2. українському радянському поетові Кузьмі Журбі — на будівлі товариства «Знання», де він працював (нововиявлений об'єкт культурної спадщини).